# Amygdalum dendriticum
Amygdalum dendriticum är en musselart som beskrevs av Muhlfeld 1811. Amygdalum dendriticum ingår i släktet Amygdalum och familjen blåmusslor. Inga underarter finns listade i Catalogue of Life.